# Валентиниан Галат
Флавий Валентиниан Галат (на латински: Flavius Valentinianus Galates; на гръцки: Ουαλεντινιανός Γαλάτης, * 18 януари 366 г.; † 370 или 372 г., Цезарея, Кападокия, или Антиохия) е син на римския император Валент и неговата съпруга Албия Домника. Има две по-стари сестри Анастасия и Каруза. Името му Галат произлиза вероятно защото е роден в Галатия.
На две години е, когато баща му го прави консул през 369 г. и така е определен за бъдещ цезар. Възпитател му е ораторът Темистий. Умира през 472 г.